# Pallati i Brigadave

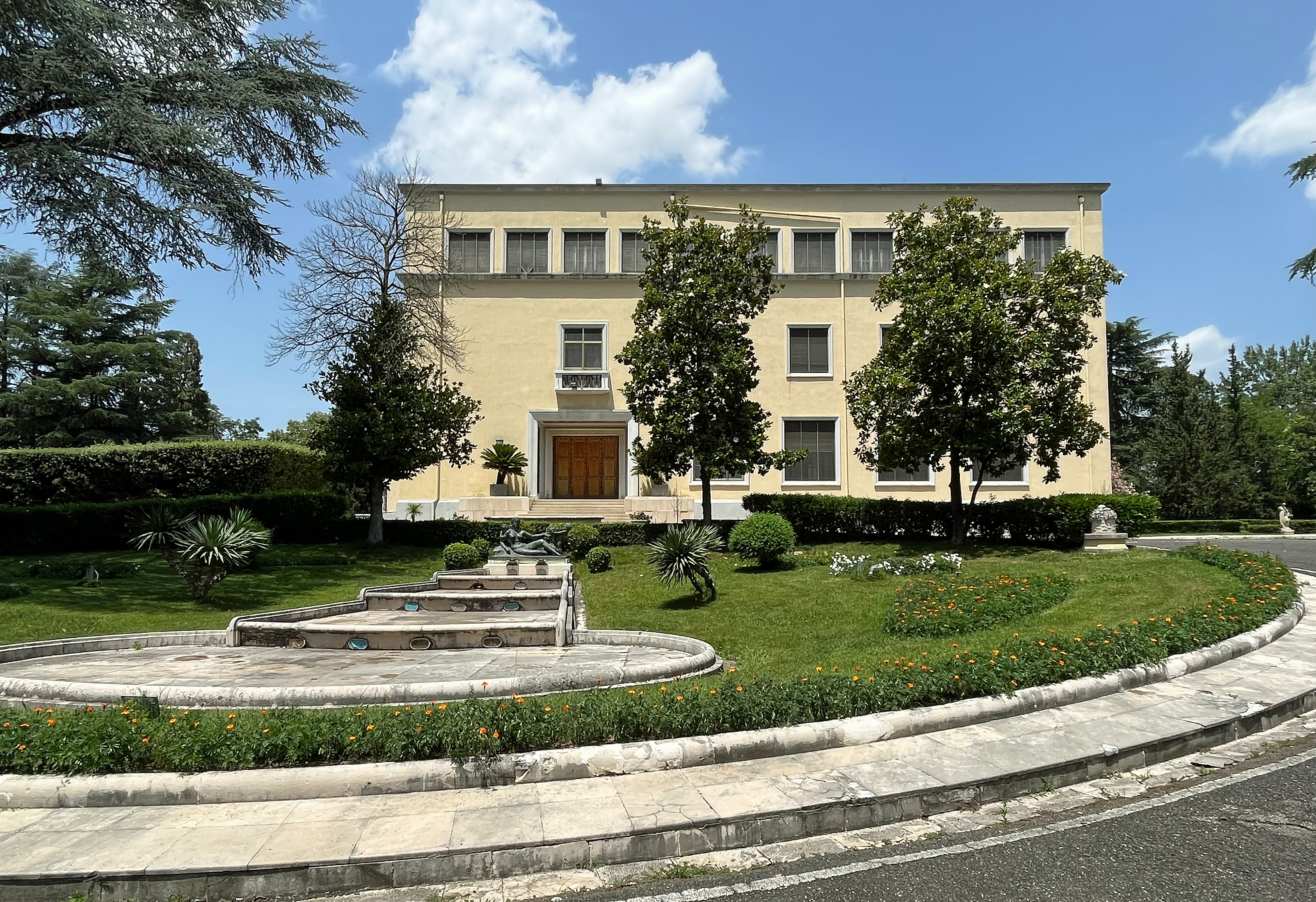
Südfassade mit Haupteingang

Als Pallati i Brigadave [paˈɫati i bɾiˈɡadavɛ] (albanisch für „Brigaden-Palast“) wird ein Palast im Großen Park im Südosten der albanischen Hauptstadt Tirana bezeichnet. Das Bauwerk sollte als Residenz für die albanische Königsfamilie von Ahmet Zogu dienen. Heute ist er Residenz des Staatspräsidenten, der darin Staatsbesuche empfängt und andere feierliche Anlässe der Regierung durchführt. 2004 wurde das Gebäude zum Kulturdenkmal erklärt.

## Geschichte

### Hintergrund
Die Adelsfamilie der Zogu (auch Zogollari genannt) stammte ursprünglich aus der nordalbanischen Region Mat. Die Ländereien der Familie befanden sich dort. Nachdem sich Ahmet Zogu 1928 zum König Albaniens hatte krönen lassen, fehlte ihm eine angemessene Residenz. Neben seinem Wohnsitz in Tirana verfügte er an mehreren Orten im Land über Häuser, so in Durrës eine 1927 fertiggestellte, auf einem Hügel über der Stadt thronende Villa.

### Errichtung 1937–1941
Die Residenz in Tirana wurde Palast genannt, „war in Wirklichkeit aber wenig mehr als eine sehr große Villa“ (Gwen Robyns). Deshalb begannen 1936 Bauplanungen zu einem neuen Königspalast in der Hauptstadt. Finanziert wurde der Bau aus dem persönlichen Vermögen der königlichen Familie. 1937 schließlich begannen die Bauarbeiten in der Nähe des Grabmals von Sadije Toptani, der Mutter des Königs.
Die Königsfamilie konnte sich jedoch nie im Palast niederlassen. Als Albanien im April 1939 von den Faschisten Italiens besetzt wurde, floh Zogu am 7. April mit seiner Familie aus Albanien. Er kehrte bis zu seinem Tod nie wieder zurück. Die Bauarbeiten wurden von den Italienern beendet.

### Nutzung seit dem Zweiten Weltkrieg

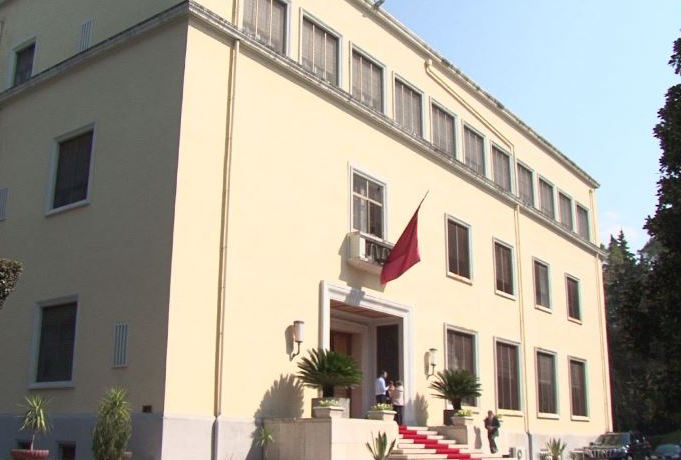
Beflaggtes Gebäude bei einem Empfang

Die Kommunisten unter Enver Hoxha, die nach dem Zweiten Weltkrieg an die Macht kamen, nutzten den Palast für staatliche Besuche und Zeremonien. Da im Weltkrieg die Italiener hier den Hauptsitz ihrer Armee in Albanien unterhielten, entstand der noch heute benutzte Name Pallati i Brigadave in Anlehnung an die italienischen Brigaden.
Seit 1992 ist der offizielle Name Pallati Presidencial (Präsidentenpalast). Der Staatspräsident nutzt ihn als Residenz. Immer noch finden hier Staatsbesuche und ähnliche Zeremonien statt. Seit 2004 ist der Pallati i Brigadave als Historisches Ensemble und Geförderte Zone geschützt.

## Architektur

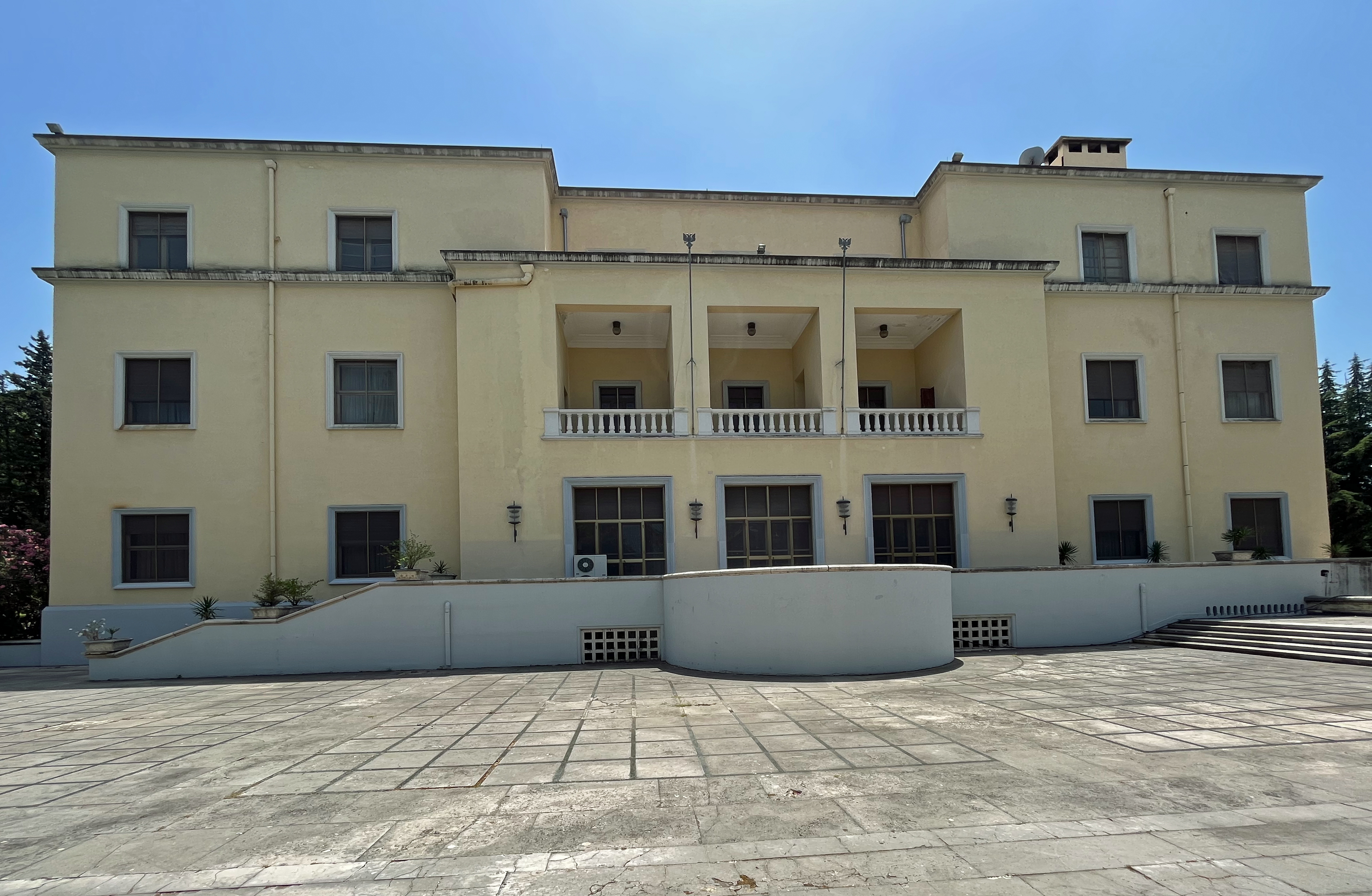
Nordfassade

Die Italiener Florestano Di Fausto, Giulio Bertè und Gherardo Bosio gehörten zu den Entwerfern des königlichen Palastes und Parks. Die Architekten hatten auch viele andere Gebäude in Tirana entworfen – unter anderem das Ensemble am Skanderbeg-Platz – und so das Bild der Stadt bis heute entscheidend geprägt. Di Fausto hatte einen ersten Überbauungsplan entworfen. Bertè setzte schließlich die Pläne Bosios um.
Die Grundmaße betragen rund 35 mal 45 Meter. Der Pallati i Brigadave ist ein Bau im rationalistischen Architekturstil.

## Park

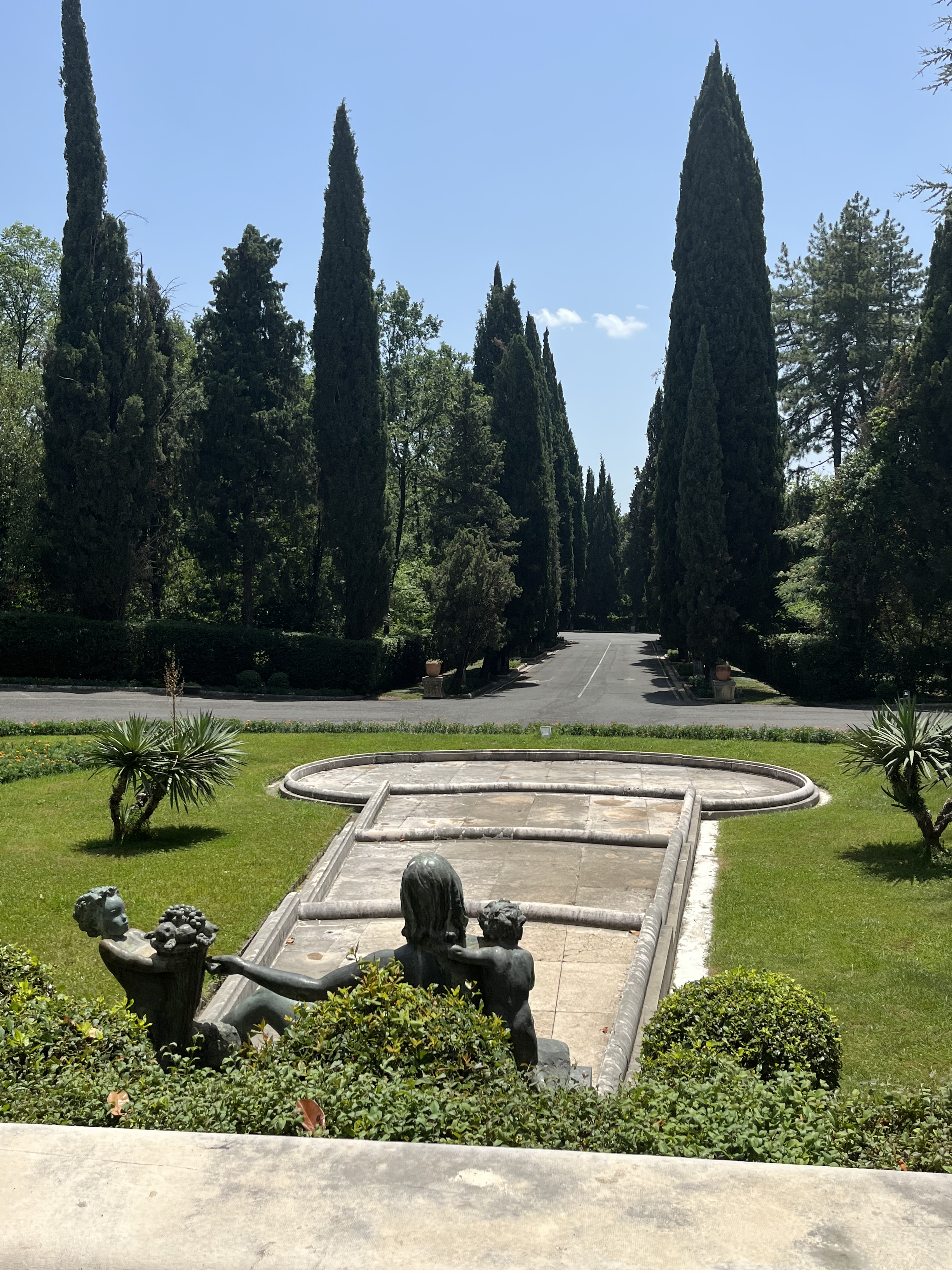
Parkanlage auf der Nordseite des Palasts

Der Pallati i Brigadave ist von einer großen Parkanlage umgeben, die 74 Hektar umfasst und in den Großen Park von Tirana übergeht. Bei der Gestaltung ausführend war der Landschaftsgärtner Pietro Porcinai, der sich an fiorentiner Parkanlagen orientierte. Wie in einem kleinen Schlosspark finden sich verschiedene Blumengärten, Brunnen, Büsten, Lauben, Säulenkolonnaden und Sitzgelegenheiten. Rund 70 verschiedene Arten von Bäumen und Büschen wurden gepflanzt.
Eine von Zypressen gesäumte Zufahrtsstraße und Auffahrt verbindet den Palast mit der Rruga e Elbasanit, die von Tirana nach Elbasan führt.
Für Königin Geraldine wurde im Garten eine Kapelle errichtet, die im Gegensatz zu vielen Gotteshäusern von den Kommunisten nicht zerstört wurde.
Die Republikgarde, die die Anlage bewacht, hat im Südwesten ihre Kommandantur. Im südlichen Teil des Geländes befindet sich auch ein Landeplatz für Hubschrauber.